# White Castle
White Castle és una població dels Estats Units a l'estat de Louisiana. Segons el cens del 2000 tenia 1.946 habitants.

## Demografia
Segons el cens del 2000, White Castle tenia 1.946 habitants, 699 habitatges, i 513 famílies. La densitat de població era de 1.001,8 habitants/km².
Dels 699 habitatges en un 38,3% hi vivien nens de menys de 18 anys, en un 36,6% hi vivien parelles casades, en un 30,8% dones solteres, i en un 26,6% no eren unitats familiars. En el 24,7% dels habitatges hi vivien persones soles el 12,4% de les quals corresponia a persones de 65 anys o més que vivien soles. El nombre mitjà de persones vivint en cada habitatge era de 2,78 i el nombre mitjà de persones que vivien en cada família era de 3,34.
Per edats la població es repartia de la següent manera: un 31,7% tenia menys de 18 anys, un 10,2% entre 18 i 24, un 26% entre 25 i 44, un 18,2% de 45 a 60 i un 13,9% 65 anys o més.
L'edat mediana era de 32 anys. Per cada 100 dones de 18 o més anys hi havia 75,3 homes.
La renda mediana per habitatge era de 19.435 $ i la renda mediana per família de 24.236 $. Els homes tenien una renda mediana de 25.170 $ mentre que les dones 15.885 $. La renda per capita de la població era de 12.246 $. Entorn del 25,4% de les famílies i el 31,3% de la població estaven per davall del llindar de pobresa.

## Poblacions més properes
El següent diagrama mostra les poblacions més properes.